# Les Sims 2 : La Bonne Affaire
 (octobre 2019).
Si vous disposez d'ouvrages ou d'articles de référence ou si vous connaissez des sites web de qualité traitant du thème abordé ici, merci de compléter l'article en donnant les références utiles à sa vérifiabilité et en les liant à la section « Notes et références ».
Les Sims 2 : La Bonne Affaire (The Sims 2: Open for Business) est la troisième extension réalisée pour le jeu vidéo Les Sims 2, sortie le 2 mars 2006. Cet addiciel permet aux Sims de fonder leur propre entreprise.

## Description
Les Sims : La Bonne Affaire ajoute la possibilité aux Sims de créer leur propre entreprise, soit à domicile, soit sur un lot communautaire. Plusieurs nouveautés au niveau du gameplay ont été ajoutées, notamment le système de "badges de talent", la possibilité de créer de nouveaux objets grâce aux établis et un avantage pour les propriétaires d'entreprises.
Comme les deux extensions précédentes, La Bonne Affaire introduit un nouveau quartier, commercial et résidentiel : Le village Rivazur. Les Sims ne sont pas contraints d'ouvrir leur commerce dans ce quartier, ils le peuvent dans leur propre quartier, dans un autre quartier commercial mais aussi, pour les possesseurs de l'extension Les Sims 2 : Nuits de folie, dans le centre-ville, bien que le manuel de jeu suggère le quartier commercial, par sa plus grande fréquentation de clients.

## Commerces

### Types
Un sim peut diriger plusieurs types de commerce, ceux-ci :
- Magasin de vente : Un magasin vendant des objets du Mode Achat ou fabriqués à l'aide de l'établi. Ce type de magasin nécessite une caisse, afin que les clients puissent payer leurs achats. Il est également conseillé d'avoir un vendeur (pour forcer les clients à acheter) et un réassortisseur, pour réassortir les articles épuisés. Il est possible de fixer un prix aux articles vendus, de "Presque donné" à "Hors de prix". Il est conseillé de mettre à la vente les articles raisonnables. Sinon, il est possible de personnaliser le prix des articles.
- Restaurant : Les Sims peuvent tenir leur propre restaurant. Pour cela il faut au moins une table et une chaise, une borne de placement et une cuisine (un meuble spécial). À propos du personnel, un cuisinier, au moins un serveur et un placeur sont nécessaires.
- Lieu de détente : Vos Sims peuvent tenir une piscine, un musée, etc., et en faire payer l'entrée grâce au Ticketronic.
- Animalerie : Si l'add-on Animaux et Cie est installé, vous pouvez aussi créer une animalerie. Pour cela il faut aller au mode achat, rubrique Divers et animaux puis acheter un présentoir à chiens, à chats, à rongeurs ou à oiseaux.

### Gestion
Pour gérer leurs affaires, vos Sims peuvent engager des employés. Pour cela, une interaction "Engager" est disponible, mais pour que l'autre Sim accepte, un minimum de relation s'impose.
Vos Sims attribue ensuite une tâche et éventuellement un uniforme à leurs employés. Ils peuvent modifier le salaire (proportionnel aux compétences et aux badges de talent) des employés, mais si celui est trop bas l'employé manquera de travailler, et peut aussi démissionner.
Un employé est payé à l'heure, il faut s'assurer que celui-ci mérite son salaire, il est possible de le réprimander et de le renvoyer si celui-ci ne travaille pas. Il faut aussi lui accorder des pauses régulièrement, son niveau d'humeur est caractérisé par un point au-dessus de sa tête. Comme avec le diamant des Sims contrôlables, il va de vert (humeur excellente) à rouge (très mauvaise humeur).
Pour tous types de commerce, il est vivement conseillé de mettre un panneau "ouvert-fermé", qui permet de contrôler l'ouverture et la fermeture du commerce. En l'absence de panneau ouvert-fermé, un commerce est considéré comme étant ouvert à partir du moment où un membre de la famille s'y trouve.
Un Sim peut nommer un responsable de magasin, le responsable devient alors contrôlable. Il gère le magasin en l'absence de votre Sim. De cette manière, le propriétaire du magasin peut empocher les recettes du commerce sans s'y rendre : simplement par téléphone en faisant "Commerce...", puis "Contrôler un commerce" et sélectionner celui de son choix.
Un propriétaire de commerce peut en acheter d'autres, à condition qu'il ait assez d'argent.
Une autre famille peut se rendre dans un commerce à la propriété d'une famille tierce. Pour cela, cette dernière ne doit pas y être. C'est alors aux employés de gérer le magasin.
Il est possible d'engager des adolescents en guise de personnel mais ceux-ci peuvent voler des objets lorsqu'ils sont en train de travailler.

### Clients
Les clients sont des personnages non jouables, ou des personnages présents dans votre quartier.
Si votre commerce est un magasin, ils réfléchiront devant l'objet qu'ils souhaitent acheter, une jauge au-dessus de leur tête caractérise leur souhait d'acheter. Si la barre monte jusqu'en haut, le client prend l'objet et le met dans son panier.
Si votre commerce est un restaurant ou un "lieu de détente", les clients réfléchiront de la même manière qu'avec un magasin, respectivement devant une borne de placement (en regardant les menus de la carte) ou devant le Ticketronic (pour choisir de rester et donc de payer ou de partir).
Dans tous les cas, un vendeur permet de faire monter la jauge des clients. Plus le badge du vendeur est élevé, plus il aura d'interactions et plus la jauge augmentera. Attention, si le client est de mauvaise humeur, il ignorera le vendeur, et sa jauge baisse.
Les clients ont aussi des étoiles de fidélité. S'ils sont satisfaits du magasin, ils gagnent de la fidélité. À un certain moment ces points se caractérisent en étoile de fidélité. Un client peut en avoir 5 à lui seul. À l'inverse, il peut perdre de la fidélité, et avoir des étoiles négatives.
À un nombre précis d'étoile de fidélité, le commerce augmente d'un niveau, et un bonus est disponible pour ce commerce. En perdant des étoiles le commerce peut baisser de niveau. Plus le commerce a un niveau élevé, plus il y aura de clients, donc de recette.
Assurez-vous d'avoir un magasin propre, pas trop petit, afin que vos clients s'y sentent bien. Assurez-vous de pouvoir renouveler les stocks, les clients n'aiment pas voir les rayons en rupture de stock.
Mettre des objets favorisant les besoins (toilettes, télévision etc) fera rester vos clients plus longtemps, car ils n'auront pas besoin de se rendre ailleurs pour satisfaire leurs besoins.